# 雪里红海扇蛤
雪里红海扇蛤（学名：Chlamys reevei），是莺蛤目海扇蛤科锦海扇蛤属的一种。主要分布于台湾，常栖息在浅海沙底。